# Cráneo de cristal

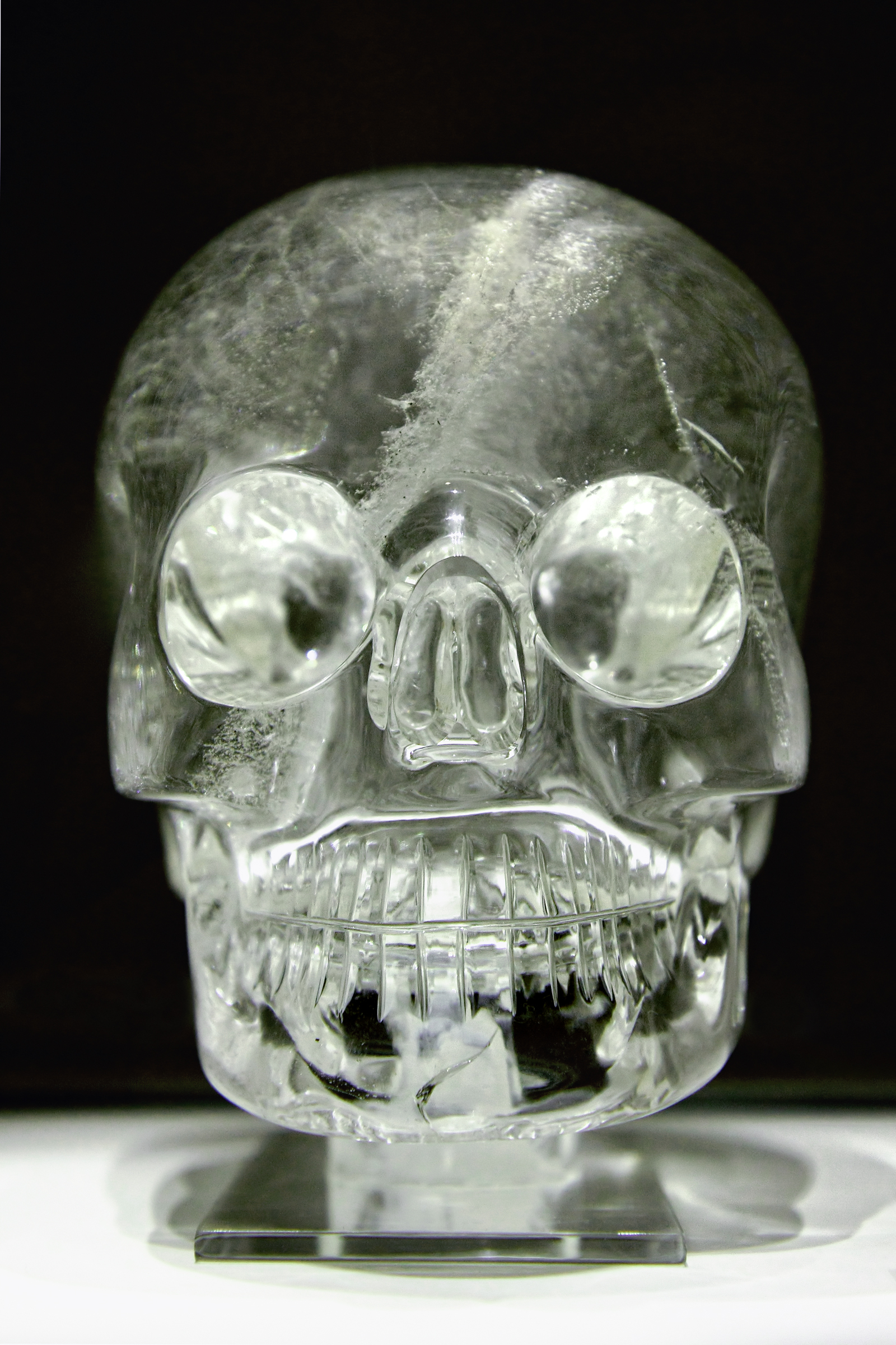
El cráneo de cristal del Museo Británico (ID Am1898C3.1), de dimensiones similares al cráneo Mitchell-Hedges.

Los cráneos de cristal son unas esculturas con forma de cráneo talladas en cuarzo transparente o translúcido, o bien otros tipos de cuarzo (conocido también como "cristal de roca"), cuyos supuestos descubridores afirmaban que eran artefactos mesoamericanos precolombinos. Sin embargo, ninguno de los especímenes que fueron puestos a disposición para su estudio científico han sido autentificados como precolombinos. Los resultados de estos estudios demostraron que los cráneos de cristal examinados fueron elaborados a mediados del siglo XIX o más tarde, casi con certeza en Europa durante una época cuando había mucho interés en las antiguas culturas precolombinas. A pesar de algunas afirmaciones presentadas en diversas publicaciones de popularización, las leyendas sobre cráneos de cristal con poderes místicos no forman parte de la mitología y el mundo espiritual de los indígenas mesoamericanos o de otros amerindios.
Algunos miembros del movimiento New Age afirman con frecuencia que los cráneos muestran fenómenos paranormales, siendo frecuentemente representados de esta forma en obras de ficción. Los cráneos de cristal han sido un tema popular, apareciendo en numerosas series televisivas de ciencia ficción, novelas, películas videojuegos y una marca de vodka.

## Colecciones de cráneos de cristal
Algunos investigadores han hecho una distinción entre los pequeños cráneos de cristal del tamaño de una cuenta, que aparecieron a mediados del siglo XIX, y los grandes cráneos (aproximadamente de tamaño real) que aparecieron a fines de ese siglo.[cita requerida]
El comercio de artefactos precolombinos falsos se desarrolló a fines del siglo XIX a tal punto que en 1886, el arqueólogo William Henry Holmes del Instituto Smithsoniano escribió un artículo titulado "El comercio con antigüedades mexicanas espurias" para la revista Science. Aunque los museos habían comprado cráneos antes, fue Eugène Boban, un anticuario que abrió su tienda en París en 1870, quien es más asociado con las colecciones de cráneos de cristal de los museos del siglo XIX. La mayor parte de la colección de Boban, inclusive tres cráneos de cristal, fue vendida al etnógrafo Alphonse Pinart, que donó la colección al Museo Trocadéro, que más tarde sería el Museo del Hombre.

## Investigaciones sobre el origen del cráneo de cristal

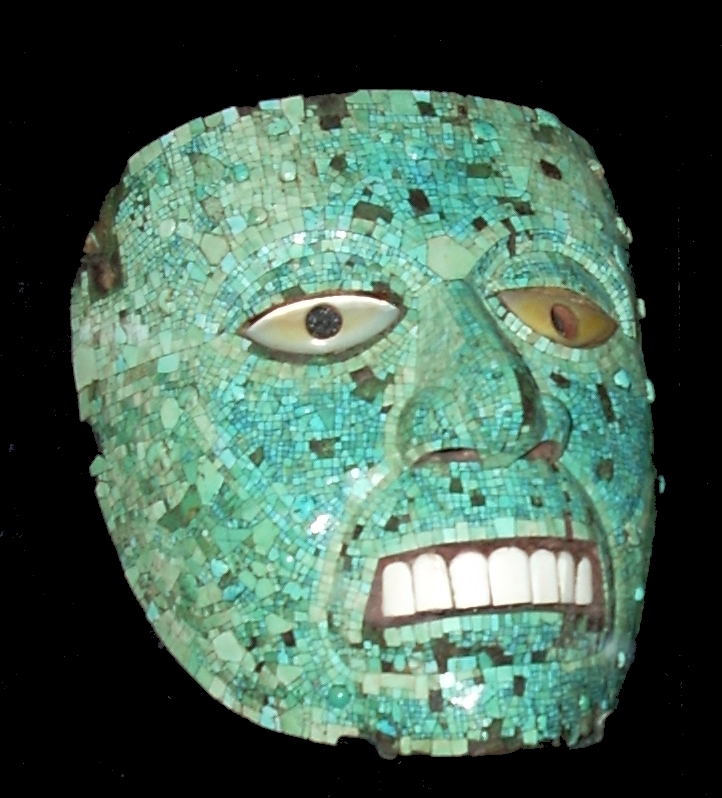
Máscara azteca o mixteca con incrustaciones de mosaico de turquesa.

Se ha afirmado que varios cráneos de cristal son de origen precolombino, siendo habitualmente atribuidos a los aztecas o mayas. El arte mesoamericano tiene numerosas representaciones de cráneos, pero ninguno de los cráneos de cristal de las colecciones de museos provienen de excavaciones documentadas. Las investigaciones llevadas a cabo en varios cráneos de cristal en el Museo Británico en 1967, 1996 y nuevamente en 2004 han mostrado que las líneas que marcan los dientes (ya que estos cráneos no tienen maxilares separados, como el cráneo Mitchell-Hedges) fueron tallados usando herramientas de joyero (herramientas rotativas) desarrolladas en el siglo XIX, por lo que un supuesto origen precolombino sería poco probable. El tipo de cristal fue determinado al examinar las inclusiones de clorita, que solo se encuentran en los cristales de Madagascar y Brasil, por lo tanto difícil de obtener o desconocido en la Mesoamérica precolombina. El estudio concluyó que los cráneos fueron hechos en Alemania en el siglo XIX, muy probablemente en talleres de la ciudad de Idar-Oberstein, conocida a fines del siglo XIX por crear objetos hechos de cuarzo brasileño importado.
Se ha establecido que tanto el cráneo de cristal del Museo Británico como el del Museo del Hombre en París fueron vendidos por el comerciante de antigüedades francés Eugene Boban, que tuvo su negocio en Ciudad de México entre 1860 y 1880. El cráneo de cristal del Museo Británico fue comprado de Tiffany en Nueva York, mientras que el cráneo de cristal del Museo del Hombre fue donado por el etnógrafo Alphonse Pinart, que lo compró de Boban.
Una investigación llevada a cabo por el Instituto Smithsoniano en 1992 en un cráneo de cristal suministrado por una fuente anónima que dice haberlo comprado en Ciudad de México en 1960 y que es de origen azteca, también concluyó que fue hecho en fecha reciente. Según el Instituto Smithsoniano, Boban compró en Alemania los cráneos de cristal que vendía - hallazgos que concuerdan con los del Museo Británico.
En mayo de 2008, un estudio detallado de los cráneos de cristal del Museo Británico y el Instituto Smithsoniano fue aceptado para su publicación en Journal of Archaeological Science. Empleando un microscopio electrónico y cristalografía de rayos X, un equipo de investigadores británicos y estadounidenses hallaron que el cráneo del Museo Británico fue labrado con una sustancia abrasiva áspera, como corindón o diamante, y modelado empleando una herramienta de disco rotativo hecha de un metal adecuado. El espécimen del Instituto Smithsoniano fue labrado con un abrasivo diferente, el carburo de silicio (SiC), que es una sustancia sintética manufacturada con modernas técnicas industriales. Dado que la síntesis del carborundo data solamente de la década de 1890 y su amplia disponibilidad data del siglo XX, los investigadores concluyeron que "[se] sugiere que fue hecho en la década de 1950 o después".

## Especulaciones sobre los cráneos pequeños
Ninguno de los cráneos de cristal que se encuentran en museos proviene de excavaciones documentadas. Un ejemplo paralelo es ofrecido por los espejos de obsidiana, objetos rituales ampliamente representados en el arte azteca. Aunque unos pocos espejos de obsidiana provienen de excavaciones arqueológicas, ninguno de los espejos de obsidiana aztecas están tan bien documentados. A pesar de esto la mayor parte de los expertos en la cultura azteca consideran los espejos de obsidiana como auténticos artefactos precolombinos. El arqueólogo Michael E. Smith reporta un hallazgo no revisado por pares de un pequeño cráneo de cristal en un sitio azteca en el Valle de México. Los cráneos de cristal han sido descritos como "un fascinante ejemplo de artefactos que han hecho su ingreso a museos sin evidencia científica para demostrar sus supuestos orígenes precolombinos". Un caso similar es la máscara "olmeca" de jade; tallada en piedra. Los curadores y eruditos se refieren a estas como "estilo olmeca", ya que hasta la fecha no se ha recuperado ejemplar alguno de sitios de otras culturas, inclusive una deliberadamente depositada en el precinto ceremonial de Tenochtitlan (Ciudad de México), que posiblemente tendría unos 2000 años de antigüedad cuando fue enterrada por los aztecas, indicando que estas eran apreciadas y coleccionadas como lo eran las antigüedades romanas en Europa.

## Cráneos individuales

### El cráneo Mitchell-Hedges
Quizás el más famoso y enigmático cráneo, supuestamente fue descubierto en 1924 por Anna Le Guillon Mitchell-Hedges, hija adoptiva del escritor popular y aventurero británico F. A. Mitchell-Hedges. Es el tema de El cráneo de cristal de Lubaantún, un video documental hecho en 1990. Los investigadores del Instituto Smithsoniano que lo examinaron, observaron que era "casi una réplica del cráneo del Museo Británico, casi de la misma forma, pero con los ojos y dientes modelados con más detalle".
Anna Hedges afirmaba que encontró el cráneo enterrado bajo un altar derruido en el interior de un templo en Lubaantún, en Honduras Británica, hoy Belice. Hasta donde puede comprobarse, F.A. Mitchell-Hedges no hizo mención del supuesto descubrimiento en cualquiera de sus escritos sobre Lubaantún. Además, otras personas presentes durante la excavación no han documentado el descubrimiento del cráneo ni la presencia de Anna en la excavación.
El cráneo está hecho de un bloque de cuarzo transparente de casi el tamaño de un cráneo humano pequeño, con una altura de 13 cm (5 pulgadas), 18 cm (7 pulgadas) de longitud y 13 cm de ancho. La mandíbula está separada. A inicios de la década de 1970 estuvo bajo el cuidado temporal del restaurador independiente Frank Dorland, que tras inspeccionarlo afirmó que había sido "tallado" sin tomar en cuenta los ejes naturales del cristal y sin emplear herramientas metálicas. Dorland indicó que no era capaz de encontrar marcas de arañazos, a excepción de marcas de lijado mecánico en los dientes, especulando que primero fue cincelado en forma básica, probablemente empleando diamantes, y que el modelado, lijado y pulido finos fueron logrados mediante el empleo de arena por un periodo de 150 a 300 años. Él dijo que podía tener una antigüedad de 12.000 años. A pesar de que con el paso de los años se han hecho varias afirmaciones sobre las propiedades físicas del cráneo, tales como una supuesta temperatura constante de 21 °C (70 °F), Dorland indicó que no había diferencias de propiedades entre el cráneo y otros cristales naturales de cuarzo.
Mientras estaba a cargo de Dorland, el cráneo atrajo la atención del escritor Richard Garvin, que entonces trabajaba en una agencia publicitaria supervisando la publicidad de Hewlett-Packard. Garvin hizo arreglos para que el cráneo fuera examinado en los laboratorios de cristales de Hewlett-Packard en Santa Clara, California, donde fue sometido a varias pruebas. Los laboratorios solamente determinaron que no estaba formado por dos piezas distintas, como había supuesto Dorland, sino que había sido tallado a partir de un solo cristal de cuarzo. La prueba de laboratorio también determinó que la mandíbula había sido tallada a partir del mismo cristal de crecimiento levógiro como el resto del cráneo. Hewlett-Packard no investigó sobre el método empleado en su manufactura o su fechado.
Al igual que las marcas de lijado mecánico en los dientes observadas por Dorland, el arqueólogo mayista Norman Hammond reportó que los agujeros (supuestamente para varillas de apoyo) mostraban signos de haber sido hechos con herramientas metálicas. Anna Mitchell-Hedges rechazó solicitudes posteriores para permitir que se le efectúen más pruebas científicas al cráneo.
La referencia publicada más temprana del cráneo es el número de julio de 1936 de la revista antropológica británica Man, donde se describe que se encuentra en poder de Mr. Sydney Burney, un marchante de arte londinense que dijo haberlo tenido desde 1933. No se mencionó a Mitchell-Hedges. Hay evidencia documental que Mitchell-Hedges lo compró de Burney en 1944. El cráneo estaba en custodia de Anna Mitchell-Hedges, la hija adoptiva de Frederick. Ella prontamente rechazó que el cráneo fuese examinado por expertos (haciendo muy dudosa la afirmación de que fue examinado en 1962 por R. Stansmore Nutting).
F. A. Mitchell-Hegdes solamente menciona de forma breve al cráneo en la primera edición de su autobiografía, El peligro, mi aliado (1954), sin especificar en donde o por quién fue encontrado. Él solamente afirmó que "tiene por lo menos 3.600 años de antigüedad y era empleado por el Sumo Sacerdote maya en ritos esotéricos. Se dice que cuando él deseaba la muerte con ayuda del cráneo, esta invariablemente ocurría". Todas las ediciones siguientes de El peligro, mi aliado omitieron por completo mención alguna del cráneo.

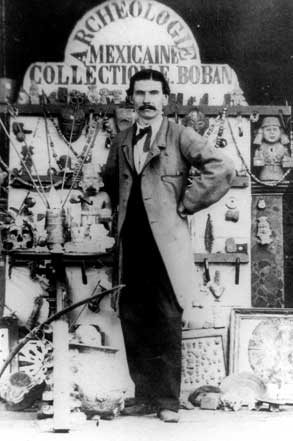
Eugène Boban, principal comerciante de artefactos precolombinos durante la segunda mitad del y probable fuente de varios cráneos de cristal.

En una carta de 1970, Anna también afirmó que "los mayas del lugar le contaron que el cráneo era empleado por el sumo sacerdote para desear la muerte". Por esta razón, el artefacto es a veces mencionado como "El Cráneo del Destino". Anna Mitchell-Hedges hizo giras con el cráneo desde 1967, exhibiéndolo previo pago de la entrada. Ella hizo giras con el cráneo entre 1988 y 1990. Continuó dando entrevistas sobre el artefacto hasta su muerte.
En sus últimos ocho años, Anna Mitchell-Hedges vivió en Chesterton, Indiana, con Bill Homann, con quien se había casado en 2002. Ella murió el 11 de abril de 2007. Desde entonces el cráneo Mitchell-Hedges ha estado en custodia de Bill Homann. Él sigue creyendo en sus propiedades místicas.
En noviembre de 2007, Bill Homann trajo el cráneo a la oficina de la antropóloga Jane MacLaren Walsh, en el Museo Nacional de Historia Natural del Instituto Smithsoniano, para ser examinado. Walsh llevó a cabo un examen detallado del cráneo empleando luz ultravioleta, un microscopio óptico de alta potencia y tomografia computarizada. Homann trajo de nuevo el cráneo al museo en 2008 para que pueda ser filmado para un documental de Smithsonian Networks, La leyenda del cráneo de cristal y en esta ocasión Walsh fue capaz de hacer dos moldes de silicona con las marcas de herramientas para ser analizados mediante microscopio electrónico de barrido (MEB). Las micrografías del MEB revelaron evidencia que el cristal había sido labrado con una herramienta rotativa de metal duro cubierta con un abrasivo duro, como el diamante. La extensiva investigación de Walsh sobre artefactos de México y América Central mostró que los artesanos precolombinos tallaban la piedra desgastando su superficie con herramientas de piedra o madera, empleando más tarde herramientas de cobre, en combinación con una variedad de arenas abrasivas o piedra pulverizada. Estos exámenes hicieron que Walsh concluyera que el cráneo probablemente fue tallado en la década de 1930 y se basó en el cráneo del Museo Británico, que había sido continuamente exhibido desde 1898.

### El cráneo del Museo Británico
El cráneo de cristal del Museo Británico apareció por primera vez en 1881, en la tienda del anticuario parisino Eugene Boban. Su origen no está indicado en su catálogo de aquel entonces. Él dijo que trató de venderlo al Museo Nacional de México como un artefacto azteca, pero no tuvo éxito. Más tarde Boban mudó su negocio a Nueva York, donde el cráneo fue vendido a George H. Sisson. Fue expuesto en la reunión de la Asociación Estadounidense para el Avance de la Ciencia en Nueva York en 1887 por George Frederick Kunz. Fue subastado y comprado por Tiffany & Co., que más tarde lo vendió al Museo Británico en 1897. Este cráneo es muy parecido al cráneo Mitchell-Hedges, aunque es menos detallado y no tiene una mandíbula móvil.
El Museo Británico cataloga la proveniencia del cráneo como "probablemente europeo, siglo XIX d.C." y lo describe como "no es un artefacto precolombino auténtico". Se ha establecido que este cráneo fue hecho con herramientas modernas y no es auténtico.

### El cráneo de París

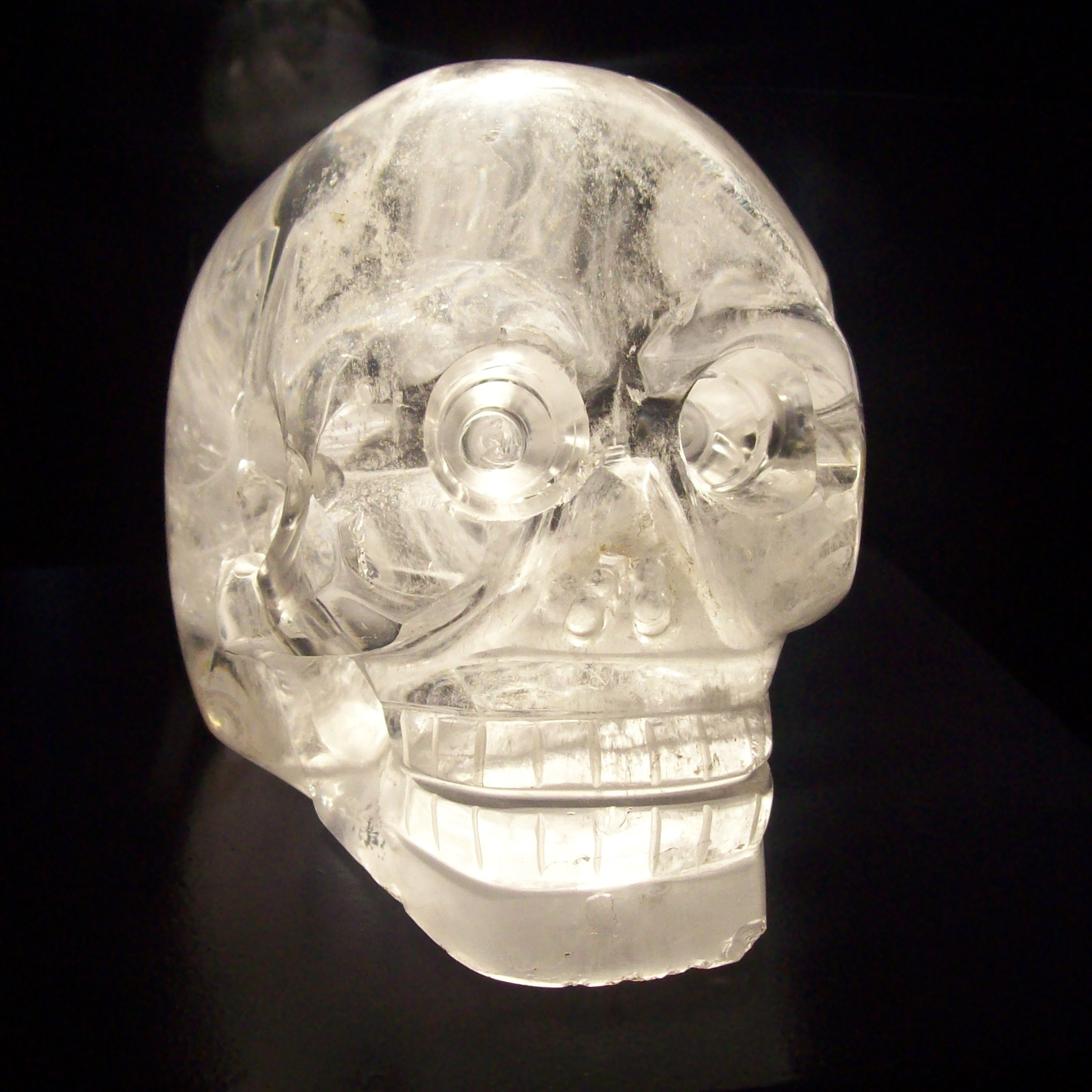
Cráneo de cristal en el Museo del Muelle Branly, París.

El más grande de los tres cráneos vendidos por Eugene Boban a Alphonse Pinart (a veces llamado Cráneo de París), con unos 10 cm de alto, tiene un agujero perforado verticalmente a través de su centro. Forma parte de una colección que se encuentra en el Museo del Muelle Branly y fue sometido a pruebas científicas que se llevaron a cabo en 2007-2008 por el Centre de recherche et de restauration des musées de France (Centro de investigación y restauración de los museos de Francia, o C2RMF). Tras una serie de análisis llevados a cabo durante más de tres meses, los ingenieros del C2RMF llegaron a la conclusión de que "ciertamente no es precolombino, muestra huellas de pulido y lijado efectuados con herramientas modernas". Las pruebas en el acelerador de partículas también revelaron huellas de agua ocultas que fueron fechadas en el siglo XIX, por lo que el Muelle Branly emitió una declaración en donde las pruebas "parecen indicar que fue hecho a fines del siglo XIX".
Los investigadores del C2RMF publicaron en 2009 los resultados de investigaciones posteriores para establecer cuando fue tallado el Cráneo de París. Los análisis con microscopio electrónico de barrido (MEB) indicaron el uso de máquinas herramienta lapidarias para su tallado. Los resultados de una nueva técnica de fechado, conocida como fechado por hidratación de cuarzo (FHC), demostraron que el Cráneo de París fue tallado mucho después que un artefacto de cuarzo referencial, que había sido cortado en 1740. Los investigadores concluyeron que los resultados del MEB y el FHC, combinados con la conocida procedencia del cráneo, indican que fue tallado en el siglo XVIII o XIX.

### El cráneo del Museo Smithsoniano
El "Cráneo Smithsoniano", número de catálogo A562841-0 en las colecciones del Departamento de Antropología del Museo Nacional de Historia Natural, fue enviado anónimamente por correo al Instituto Smithsoniano en 1992 y su donante afirmaba que era un artefacto azteca procedente de la colección de Porfirio Díaz. Es el cráneo más grande de todos, pesando 14 kg (31 libras) y con una altura de 38 cm (15 pulgadas). Fue tallado usando carburo de silicio, un abrasivo moderno. Ha sido expuesto como una falsificación moderna en el Museo Nacional de Historia Natural.

## Afirmaciones paranormales y asociaciones espirituales
Algunos creyentes en lo paranormal afirman que los cráneos de cristal pueden producir una variedad de milagros. Anna Mitchell-Hedges afirmaba que el cráneo que supuestamente había descubierto podía causar visiones, curar el cáncer, que una vez empleó sus propiedades mágicas para matar un hombre y que en otra ocasión, vio en este una premonición del asesinato de John F. Kennedy.
En la obra teatral de 1931 La pantufla de raso, de Paul Claudel, Felipe II de España emplea "un cráneo hecho de una sola pieza de cristal de roca", iluminado por "un rayo del sol poniente", para ver la derrota de su Armada Invencible en su ataque a Inglaterra (día 4, escena 4, páginas 243-244).
Las afirmaciones sobre poderes curativos y sobrenaturales de los cráneos de cristal no tienen fundamento en la comunidad científica, que no ha encontrado evidencia de cualquier fenómeno inusual asociado con los cráneos, así como ninguna razón para seguir investigando, excepto la confirmación de su origen y método de manufactura.
Otra especulación reciente y sin fundamento histórico relaciona la leyenda de los cráneos de cristal con el término del actual ciclo baktun del calendario maya el 21 de diciembre de 2012, afirmando que al reunir los trece cráneos místicos se evitará una catástrofe supuestamente predicha o implícita por el final de este calendario (véase Fenómeno de 2012). Una emisión de esta afirmación apareció (junto a muchas otras) en El misterio de los cráneos de cristal, un programa de 2008 producido para el Sci Fi Channel en mayo y emitido en el Discovery Channel de Canadá en junio. Entre los entrevistados figuran Richard C. Hoagland, que trató de relacionar a los cráneos de cristal y los mayas con vida en Marte, y David Hatcher Childress, que propuso un origen atlante de los cráneos y afirma que tienen propiedades antigravitacionales.
Los cráneos de cristal también son mencionados por Drunvalo Melchizedek en su libro Serpiente de Luz. Él escribe que se encontró con nativos descendientes de los mayas que tenían cráneos de cristal y los empleaban en ceremonias en los templos de Yucatán, que según él contienen almas de antiguos mayas que entraron en los cráneos para esperar el momento cuando su antigua sabiduría sea otra vez necesaria.
Las supuestas asociaciones y orígenes de la mitología de los cráneos de cristal en el mundo espiritual de los nativos estadounidenses, como es propuesto por escritores neochamanistas tales como Jamie Sams, son igualmente desacreditados. En cambio, como observa Philip Jenkins, la mitología de los cráneos de cristal puede rastrearse hasta las "leyendas barrocas" inicialmente difundidas por F.A. Mitchell-Hedges, y después retomadas:

Hacia la década de 1970, los cráneos de cristal habían entrado en la mitología New Age como poderosas reliquias de la antigua Atlántida, e incluso obtuvieron un número canónico: habían exactamente trece cráneos.
Nada de esto tendría relación con temas de los indígenas norteamericanos, si los cráneos no hubiesen llamado la atención de algunos de los más activos escritores de la New Age.

## Los cráneos en la cultura popular
- En un episodio de Stargate SG-1 ("3.21 Crystal Skull"), el argumento gira en torno al origen extraterrestre de los cráneos —referidos en el episodio como calaveras— y su función como medio de transporte entre la Tierra y el planeta de origen de sus creadores: los dioses aztecas.

- La película El Fantasma de 1996, protagonizada por Billy Zane, donde la unión de tres cráneos más un anillo de control otorgaba al usuario poder ilimitado.

- La película Indiana Jones y el reino de la calavera de cristal  de 2008 tiene como elemento central de la trama un cráneo de cristal de forma no humana de origen extraterrestre.

- En el videojuego Assassin's Creed IV: Black Flag, los cráneos de cristal son restos de la Primera Civilización que funcionan como piezas de observación y comunicación introduciendo en ellos la sangre del objetivo.